# 三冈郡
三冈郡，中国南北朝时设置的郡。
西魏置三冈郡，属开州。治所在今四川大竹县北。北周天和四年（569年）改属通州。辖境相当今四川大竹县北部地。隋文帝开皇三年（583年）废三冈郡，辖地归属通州。